# A New World (musikalbum av ReinXeed)
A New World är det svenska power metal-bandet ReinXeeds (sedermera Majestica) sjätte och sista studioalbum. Det släpptes först i Japan i augusti 2013 på Seven Seas och i september i Europa på Liljegren Records (tidigare Rivel Records).
Den japanska utgåvan innehåller nyinspelningar av "Haunted Mansion" (från Higher) och "Eternity" (från The Light). Låten "Northern Allstars" skrevs tillsammans med Tommy Johanssons syster Kristin.
En musikvideo spelades in till "Guitar Hero".

## Låtlista
1. "Distant Horizon" – 5:01
2. "Into the Darkness" – 4:34
3. "The Journey Home" – 3:32
4. "The Star" – 5:01
5. "Final Destination" – 4:02
6. "Northern Allstars" – 3:32
7. "Chalice of Time" – 5:12
8. "Curse and Damnation" – 3:50
9. "Guitar Hero" – 5:33
10. "A New World" – 8:46

Bonusspår på japanska utgåvan
1. "Haunted Mansion" (new studio version) – 4:41
2. "Eternity" (new studio version) – 4:14

## Medverkande
Musiker
- Tommy Johansson – sång, gitarr, keyboard, orkestrering
- Alex Oriz – gitarr, bakgrundssång
- Chris David – basgitarr, bakgrundssång
- Alfred Fridhagen – trummor

Produktion
- Tommy Johansson – producent, studiotekniker, mixning
- Frippe Eliasson – exekutiv producent, studiotekniker, mixning
- Micke Lind – mastering
- Kristin Johansson – låttext
- Markus Sigfridsson – omslagskonst
- Markus Pettersson – foto